# Ernst Fuchs

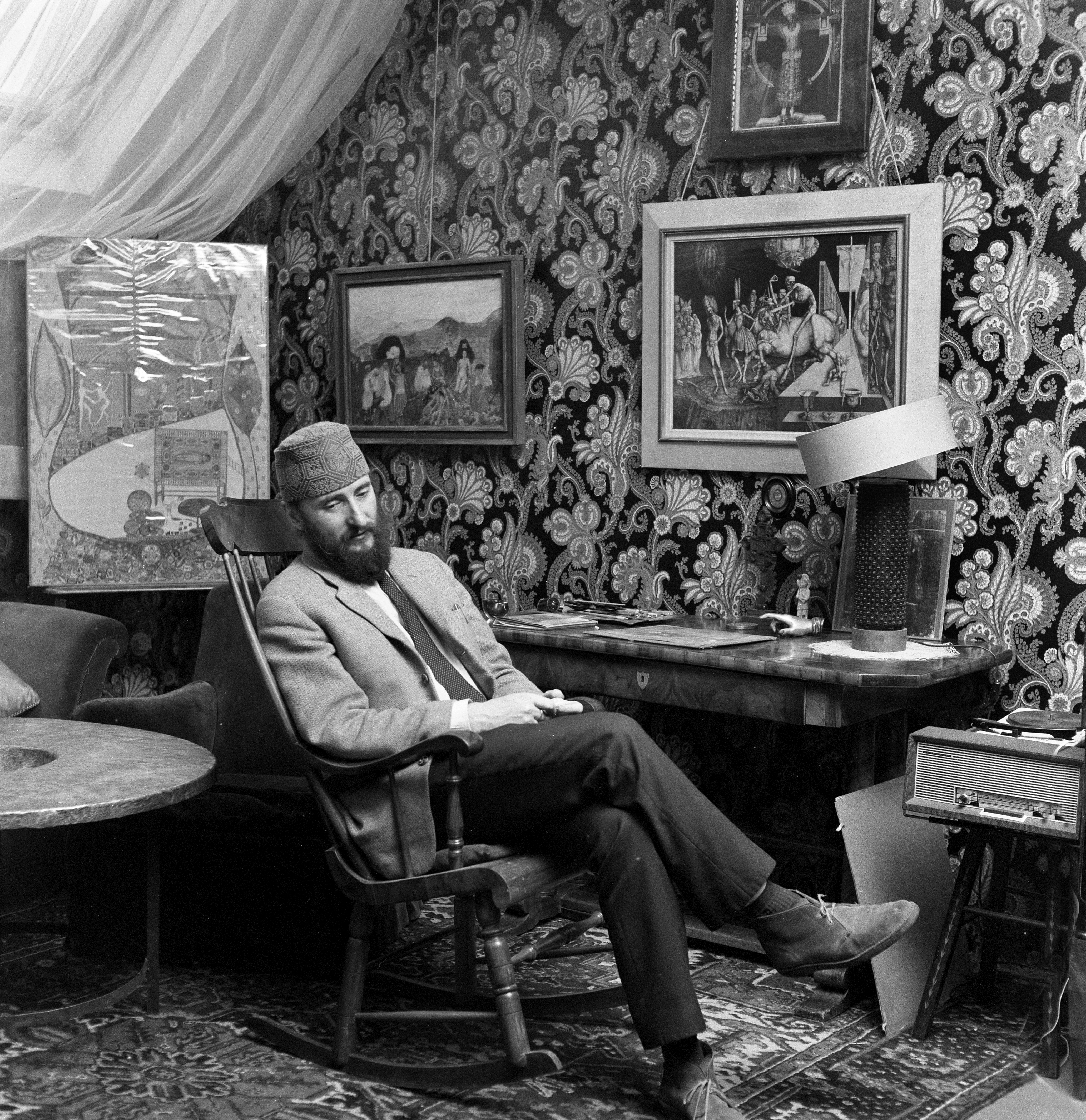
Ernst Fuchs (1973)

Ernst Fuchs (Bécs, 1930. február 13. – Bécs, 2015. november 9.) osztrák festő, grafikus, zeneszerző, író, a bécsi fantasztikus realizmus egyik alapítójaként annak legnevesebb képviselőjének tekintették.

## Életútja
Ernst Fuchs Maximilian és Leopoldine Fuchs egyetlen gyerekeként született. Ernst Fuchs apja zsidó származása miatt az Anschluss után 1941-ben Sanghajba, nagyapja, Siegmund Fuchs, az USA-ba emigrált. Édesanyja 1942-ben annak érdekében, hogy a gyerek lágerbe szállítását elkerülje, megkereszteltette, ennek ellenére származása miatt normál iskolába nem járhatott. Korán megnyilvánult tehetsége, így tizenkét éves korától magán képzésben részesült. Alois Schiemann restaurátornál rajzot és festészetet tanult, majd tizenöt éves koráig a bécsi Szt. Anna festőiskolában szobrászatot és festészetet tanult Emmy Steinböck és Fritz Fröhlich mellett.
1946 és 1950 között a Bécsi Képzőművészeti Akadémián először Robin Andersennél tanult, majd a legendás Albert Paris von Gütersloh professzor osztályába került, Gütersloh felismerve tehetségét minden eszközzel támogatta. Akadémiai évei alatt ismerte meg Arik Brauert, Rudolf Hausnert, Fritz Janschkat, Wolfgang Huttetr és Anton Lehmdent, akikkel később közösen a bécsi fantasztikus realista iskola alapítói lettek. A háború utáni első Velencei biennálén már részt vett, első egyéni kiállítását 1949-ben Párizsban rendezték, majd 1950-ben Párizsba is költözött, ahol Jean-Paul Sartre, Jean Cocteau és Salvador Dalí is értékelték miniatűr festményeit. Ebben a korszakában készítette az Unikornis sorozatot (1950–52). 1953-ban második feleségét, Geri Krongoldot követte New Yorkba, itt kötött ismeretséget Peggy Guggenheimmel, a jazz-legendának számító Charlie Parkerrel és Dave Brubeckkel Los Angelesben együtt is lakott. 1957-től hosszabb időt töltött Izraelben, a jeruzsálemi Zion hegyen levő Dormition apátságban egy éven át festette a monumentális Utolsó vacsora c. festményét, kisméretű egyházi témájú képeket alkotott, ikonfestészettel foglalkozott.

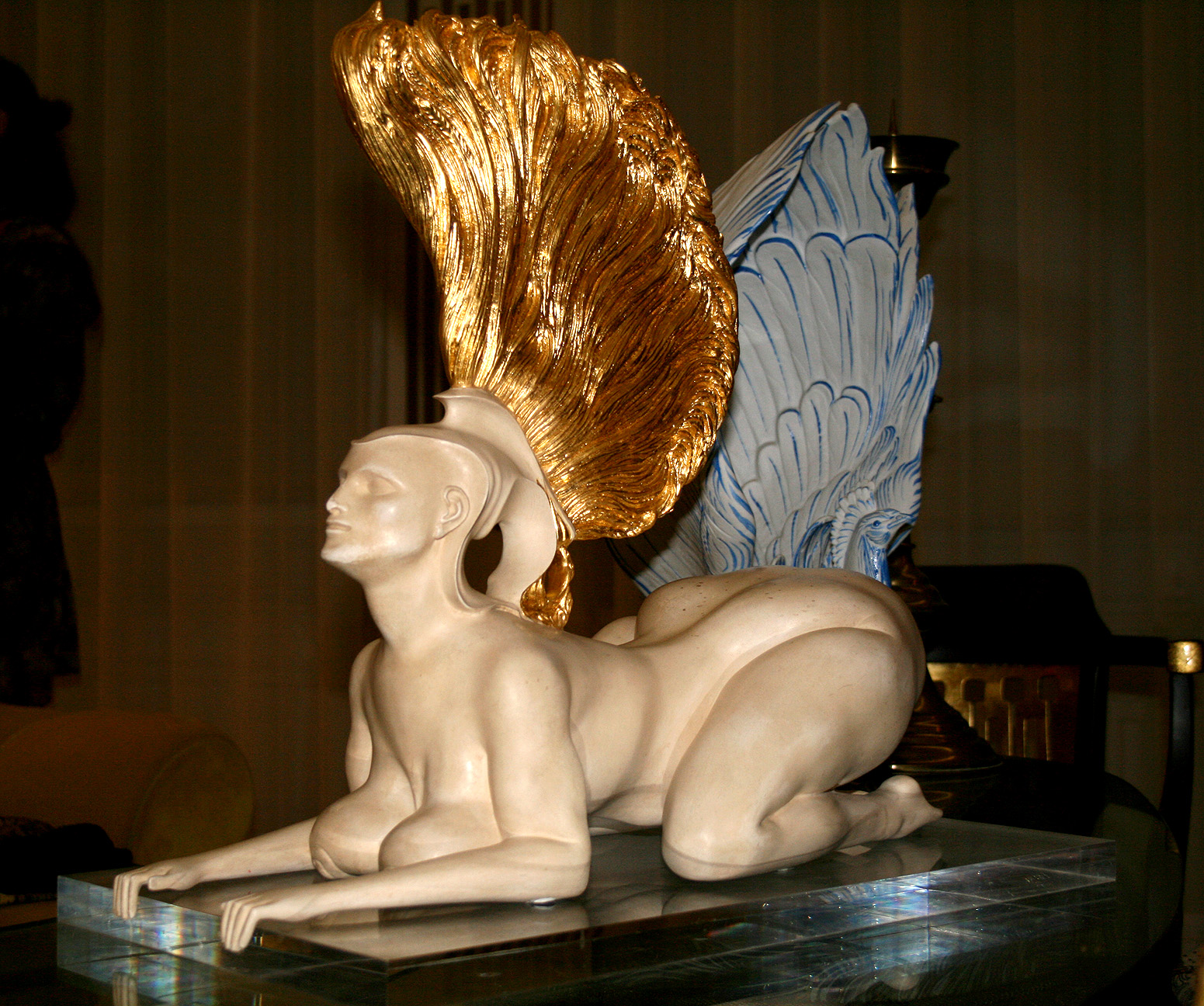
Szfinx

Fuchs 1961-ben visszatért Bécsbe, saját művészeti elméletét, a verschollener Stil-t könyvében, az Architectura Caelestis: Die Bilder des verschollenen Stils-ben tette közzé (Salzburg, 1966). Ebben a korszakában több jelentős sorozatot készített, mint Sámson (1960–64), Szfinx (1966-7). Megszülettek erotikus, monumentális bronz szobrai, a Hypnosia és az Eszter (m.: 2.63 m, 1972), de részt vett a Figueres-ben – Katalónia – létrehozott Dalí Museum bejáratánál álló Cadillac formálásában is.
1972-ben megvásárolta a korábban a szecessziós építészet gyöngyszemének tekintett, de évek óta elhagyatott, Bécsben, Hütteldorfban fekvő, Otto Wagner által építtetett villát. Kétéves felújítás során Fuchs a villát saját stúdiójává alakította át. Az épület jelenleg az Ernst Fuchs Múzeumnak ad otthont.

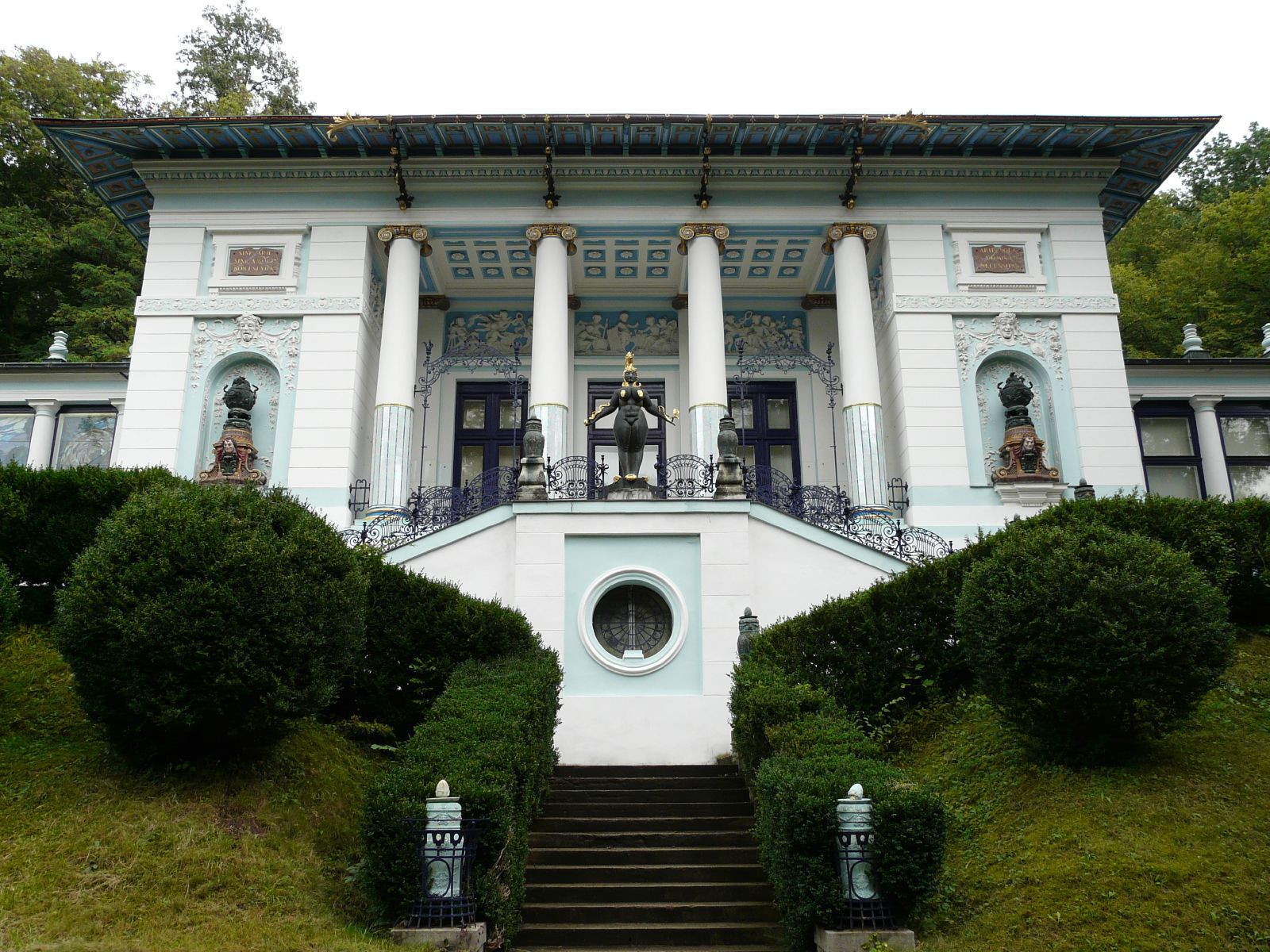
A Wagner-villa homlokzata
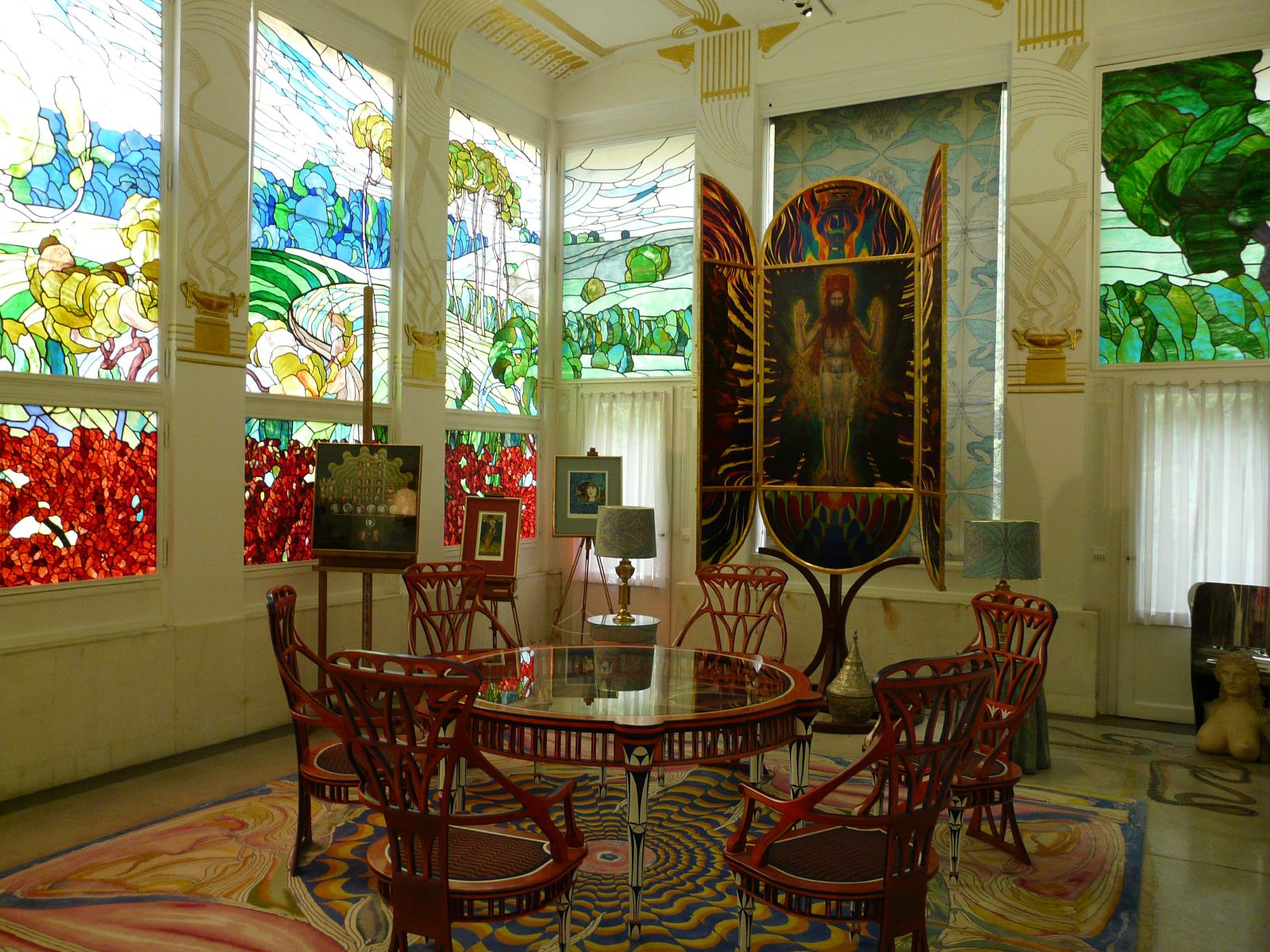
A Wagner-villa belül
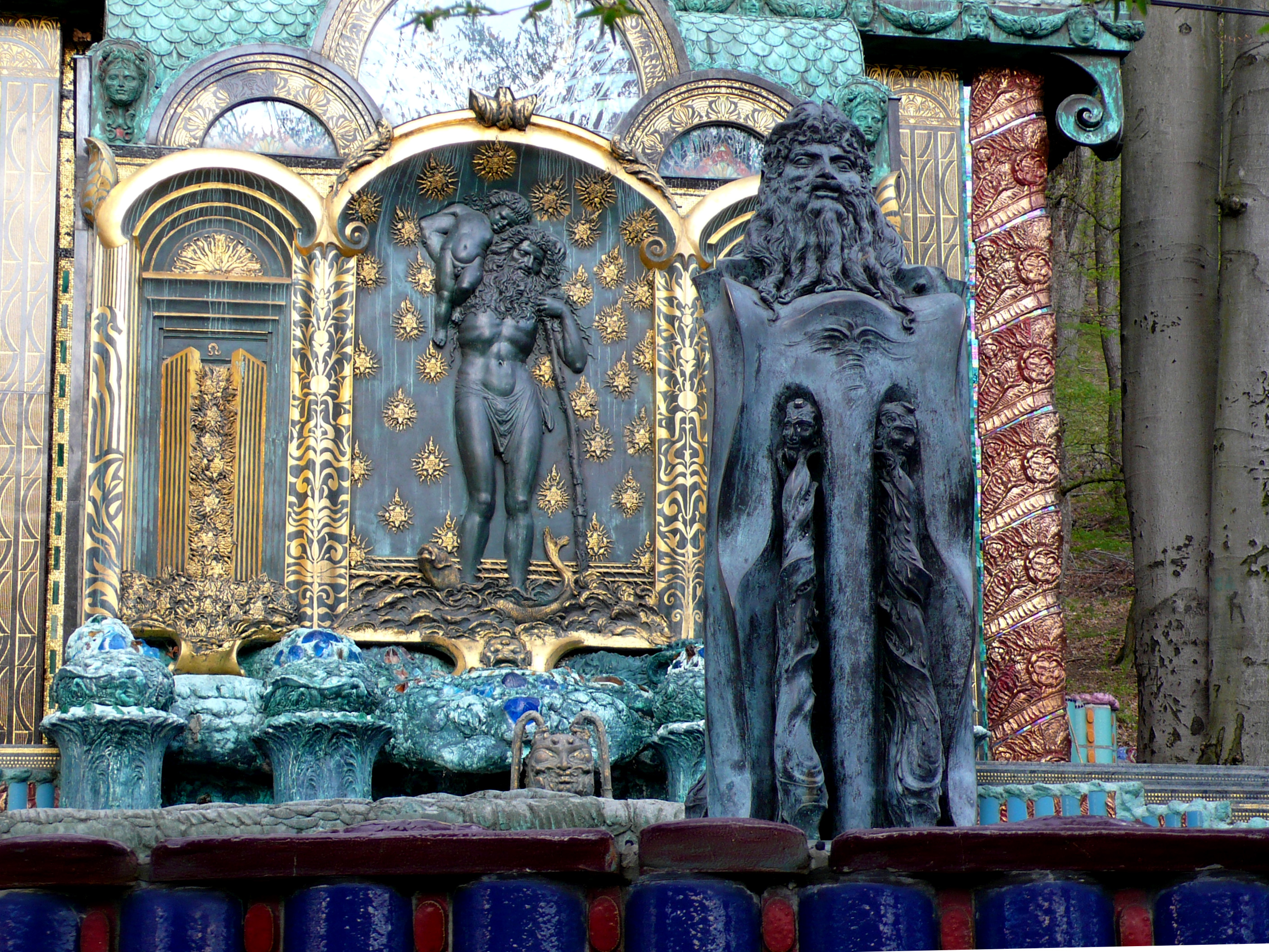
Nymphäum Omega a Wagner-villa kertjében

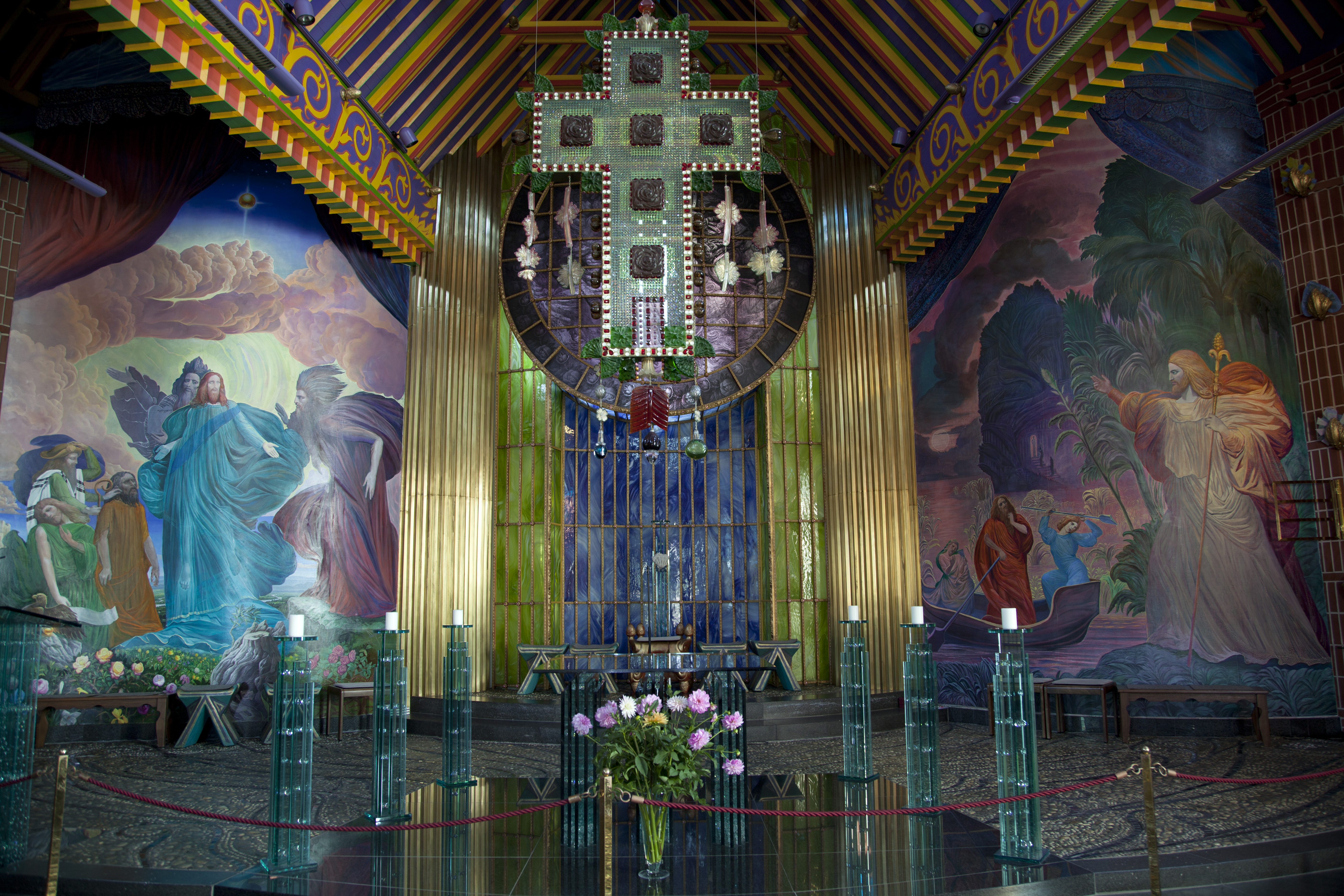
Szent Jakab plébánia templom (Thal, 1994)

Az 1970-es évektől több opera színpadra állításában is részt vett: a Parsifal és A varázsfuvola Hamburgban, a Lohengrin Münchenben.
Az 1980-as évektől alkotásait, melyek bibliai, misztikus vagy asztrológiai motívumokból építkeznek Ausztriában, Németországban, Olaszországban, Japánban, Oroszországban és még számos más országban is kiállították.
Ernst Fuchs, 16 gyerek apja – hét, avagy nyolc kapcsolatból – 2015. november 9-én hunyt el Bécsben.